# Nina Jankowicz
Nina Jankowicz (nacida en 1988/1989) es una investigadora y escritora estadounidense. Es autora de How to Lose the Information War (2020), sobre el uso ruso de la desinformación como estrategia geopolítica, y How to Be a Woman Online (2022), un manual para luchar contra el acoso en línea a las mujeres. Se desempeñó brevemente como directora ejecutiva de la recién creada Junta de Gobernanza de la Desinformación del Departamento de Seguridad Nacional de los Estados Unidos (DHS), y renunció al cargo en medio de la disolución de la junta por parte del DHS en mayo de 2022.
Jankowicz demandó a Fox News, alegando que Fox le había difamado al aseverar que ella administraría una oficina de censura, y en 2024 un juez federal descartó el juicio, sentenciando: su «objetivo justamente es calificable como una forma de censura.»

## Carrera profesional
Con doble especialización en ruso y ciencias políticas, Jankowicz se graduó de Bryn Mawr College en 2011 y pasó un semestre en la Universidad Pedagógica Estatal Herzen en Rusia en 2010. En 2017, fue becaria Fulbright en Kiev, trabajando con el Ministerio de Relaciones Exteriores de Ucrania. También se desempeñó como becaria de desinformación en el Centro Woodrow Wilson y como supervisora de los programas de Rusia y Bielorrusia en el Instituto Nacional Demócrata para los Asuntos Internacionales.
Jankowicz es autora de dos libros, publicando en 2020 How to Lose the Information War: Russia, Fake News and the Future of Conflict («Cómo perder la guerra de la información: Rusia, las noticias falsas y el futuro del conflicto»). En The New Yorker, Joshua Yaffa lo llamó «un nuevo libro persuasivo sobre la desinformación como estrategia geopolítica». Jankowicz examina las operaciones de influencia rusas destinadas a debilitar a las naciones democráticas y, por lo tanto, fortalecer su propia posición en el orden internacional. Esto procede a través de seis estudios de caso, uno por capítulo: Estonia, Georgia, Polonia, Ucrania junto con los Países Bajos, la República Checa y los Estados Unidos. Ella aboga por la alfabetización mediática, la conciencia pública y un electorado educado como los mejores medios para protegerse contra una campaña de desinformación.
En 2022, Jankowicz publicó How to be a Woman Online: Surviving Abuse and Harassment, and How to Fight Back («Cómo ser una mujer en línea: sobrevivir al abuso y el acoso, y cómo defenderse»). En él, se basa en estadísticas sobre sexismo y acoso de mujeres en línea, así como en su propia experiencia y la de la periodista Nicole Perlroth, la columnista de The Guardian Van Badham y la diseñadora de videojuegos Brianna Wu. Está organizado en cinco secciones, que se ocupan de la seguridad en línea, el manejo de los troles, el desarrollo de comunidades de apoyo, la navegación en las redes sociales y el rechazo del acoso en línea. Una reseña en Publishers Weekly lo llamó «estratégico, enfocado y eminentemente útil... una guía esencial para las mujeres interesadas en defender un mundo en línea más justo y seguro». Escribiendo en The Diplomatic Courier, Joshua Huminski dijo que además de por su utilidad como guía práctica, leer sobre las experiencias que el libro se propone abordar también tiene un segundo propósito: «obligar al lector a confrontar estas preguntas muy reales e incómodas» de por qué las mujeres enfrentan un »torrente de abuso en línea dirigido a ellos por el delito de… tener su género».
Jankowicz también ha colaborado con The Washington Post y The New York Times.

### Junta de Gobernanza de la Desinformación
En abril de 2022, fue seleccionada para encabezar la recién formada Junta de Gobernanza de la Desinformación del Departamento de Seguridad Nacional de los Estados Unidos (DHS). El nombramiento de Jankowicz en la junta provocó el escrutinio de sus publicaciones anteriores en línea; los periódicos conservadores National Review y The Washington Examiner evaluaron negativamente su crítica de la historia de la computadora portátil de Hunter Biden, y su elogio de agosto de 2020 a Christopher Steele (autor del dossier Steele, que el Examiner consideró «desacreditado»). El senador republicano Josh Hawley criticó las opiniones «radicales de izquierda» de Jankowicz en Twitter, y los republicanos también criticaron su apoyo anterior a los demócratas y su respuesta negativa a la adquisición de Twitter por parte de Elon Musk. En respuesta, Jankowicz dijo que al menos uno de sus tuits fue «sacado de contexto». En el programa State of the Union de CNN, el secretario de Seguridad Nacional de los Estados Unidos, Alejandro Mayorkas, calificó a Jankowicz de «eminentemente calificada, una reconocida experta en el campo de la desinformación» y «neutral».
El 18 de mayo, The Washington Post informó que la junta y sus grupos de trabajo se cerrarían, en espera de una revisión, citando fallas del DHS para comunicarse con las entidades relevantes del Congreso, para responder a las críticas sobre el nombre de la junta y su misión poco clara, y para defenderse contra una reacción violenta de la derecha contra Jankowicz. El 17 de mayo de 2022, el DHS cerró la junta y Jankowicz renunció oficialmente a su puesto en el DHS al día siguiente. Un portavoz del DHS dijo: «Nina Jankowicz ha sido objeto de ataques personales y amenazas físicas viles e injustificados». Robby Soave, de la revista libertaria Reason, argumentó que los «antecedentes defectuosos» de Jankowicz «condenaron» a la junta.

## Vida personal
Jankowicz tiene interés en el teatro musical. Ella tuiteó en 2021, «Puedes llamarme la Mary Poppins de la desinformación», y se vinculó a un video de ella cantando «Supercalifragilisticexpialidocious» con letras modificadas para adaptarse al tema de la desinformación.